# Festival international de musique Tibor Varga
Le Sion Festival, anciennement Festival international de musique Sion Valais, est un festival de musique classique de Suisse.

## Histoire
Depuis l'été 1964, le festival, fondé à Sion, réunit des artistes de renom mondial. Dès 1963, une académie d'été offre chaque année à plus de 400 jeunes musiciens de tous les continents l'occasion de parfaire leur formation. En 2002, l'Association du Festival international de musique reprend l'organisation de ce festival.
L'école supérieure de musique de Sion, fondée en 1991 par Tibor Varga, est exclusivement consacrée à la formation de musiciens professionnels pour les instruments à archets. Le concours international de violon Tibor Varga, créé en 1967, est considéré aujourd'hui comme l'un des concours de violon les plus renommés sur la scène mondiale.
En 2013, le festival change de nom.